# Добромильська реформа

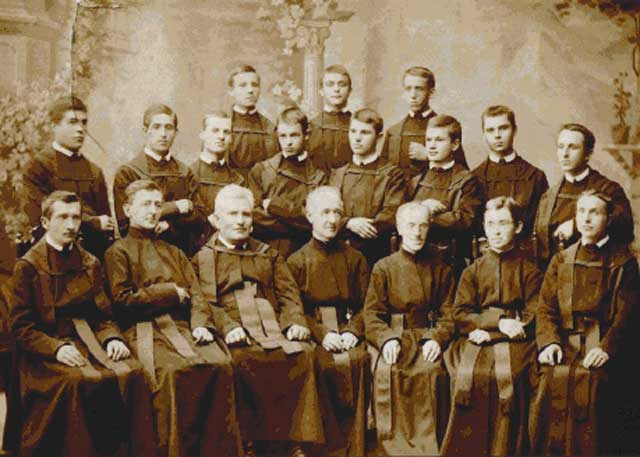
Перші зреформовані василіяни та їхні настоятелі. Добромиль 1885—1886:
Сидять у першому ряді зліва-направо: Дмитро Жуковський, Фелікс Цозель, ТІ, Климентій Сарницький, Каспер Щепковський, ТІ, Адальберт Баудісс, ТІ, невідомий єзуїт, Юліян Зємба; Стоять у другому ряді зліва-направо: Платонід Філяс, Сава Ломницький, Юліян Мриць, Еміліян Козаневич, Сотер Ортинський, Венедикт Скоробогатий, Володимир Стех, Юліян Дацій; Стоять у третьому ряді зліва-направо: Діонисій Ткачук, можливо Сильвестр Кізима, Антоній Мартинюк

Добромильська реформа Чину святого Василія Великого — назва низки заходів, яких вжили для реформування монашого чину Василіян у 1882–1904 роках.
У перші роки реформи було немало протестів проти неї. У часописі «Діло» часто публікували критичні матеріали з цього приводу.

## Відомості
Папа Лев ХІІІ 12 травня 1882 року на основі отриманої інформації про стан Василіян, зокрема, в Галичині видав Апостольський лист «Singulare Praesidium», яким окреслив основні пункти реформи, яку вирішили розпочати з Галицької провінції. У ньому були наступні розпорядження:
- реформу проводять Єзуїти, яким тимчасово передають Добромильський Монастир святого Онуфрія
- впроваджують один новіціят на всю Галичину
- новиків та духовних виховують на засадах святих Василія, Йосафата, митрополита Йосифа Рутського
- Єзуїти мали підготувати нові правила в дусі св. Василія
- у перспективі Василіяни мали вийти з-під юрисдикції єпископів та підпорядкуватись безпосередньо Апостольському Престолу.

Офіційно розпочалась 15 червня 1882 року: того дня протоігумен о. Климентій Сарницький та ігумен о. Юліян Телішевський передали Єзуїтам (провінціялу о. Генрикові Яцковському, настоятелю і магістру новиків о. Касперові Щепковському, вихованцю бучацьких Василіян) Добромильський монастир святого Онуфрія.
15 вересня того року відкрили новіціят у Добромилі. Першими новиками були брат Віссаріон Кулик, бр. Володимир Стех, бр. Теодозій Куницький. Після закінчення піврічної «кандидатури» і року та 6 тижнів новіціяту клирики складали перші обіти та продовжували навчання: рік риторики (для осіб з середньою освітою), два роки філософії, два (згодом три чи чотири) роки теології.
У 1884 році до реформи приєднався Лаврівський монастир святого Онуфрія, у 1886–1887 — Львівський св. Онуфрія, у 1888 — Кристинопільський (св. Юра), 1891 — Жовківський монастир Різдва Христового та Крехівський (у 1897 році став самостійним), 1893 — Бучацький св. Хреста (28 квітня), Улашківський св. Івана, 1895 — свв. Петра і Павла в Михайлівці. У 1904 році Гошівський, Золочівський та Погонський монастирі, які налічували 8 отців, ще не приєднались до Провінції, але зробили це до 1913 року.
У перші роки реформи Галичиною прокотились хвилі протестів проти неї, яку головно підтримувало галицьке москвофільське середовище, що сприймало Єзуїтів як полонізаторів.
18 квітня 1904 року Конгрегація євангелізації народів вирішила звільнити Єзуїтів від проводу Василіянами. Папа Пій X 12 липня 1904 року затвердив Управу Чину, яку складали виключно Василіяни на чолі з протоігуменом о. Платонідом Філясом. 10 вересня 1904 року останній протоігумен-єзуїт о. П. Бапст склав повноваження проконсультору о. Єронімові Малицькому, бо о. Платонід Філяс перебував у Канаді на місії.

### Провідники реформи
За весь час для блага Василіян трудились 47 ченців-єзуїтів, з яких 34 — священники, 2 — брати-студенти і 11 братів помічників.
| #  | Єзуїт                | Роки життя | Статус                                      | Які обов'язки виконував, де і коли (роки) |
| -- | -------------------- | ---------- | ------------------------------------------- | --- |
| 1  | Міхал Анджейчак      | 1856—1902  | священник                                   | настоятель і економ монастиря у Львові (1890—1892) |
| 2  | Августин Арндт       | 1851—1925  | священник                                   | професор догматичного і морального богослов'я в Кристинополі (1890—1892) |
| 3  | Пйотр Бапст          | 1845—1924  | священник                                   | протоігумен |
| 4  | Адальберт Баудісс    | 1842—1926  | священник                                   | професор риторики і соцій новіціяту в Добромилі (1884—1889), настоятель у Лаврові (1889—1892), настоятель у Добромилі (1892—1902) і магістр новіціяту в Добромилі (1896—1901) |
| 5  | Юзеф Беґер           | 1852—1894  | священник                                   | професор математики і фізики у Львові (1886—1887) |
| 6  | Казімеж Біштиґа      | 1869—1938  | священник                                   | професор богослов'я в Кристинополі (1899—1900) |
| 7  | Ерик Брандіс         | 1834—1921  | священник                                   | ректор у Добромилі (1882—1885) |
| 8  | Едвард Буркевич      | 1839—1921  | священник                                   | настоятель і професор морального богослов'я в Лаврові (1886—1887), професор історії і німецької мови в Добромилі (1891—1892), настоятель у Львові (1892—1893)                 |
| 9  | Алоїз Вароль         | 1859—1936  | священник                                   | професор богослов'я і Святого Письма в Кристинополі (1896—1898) |
| 10 | Юзеф Василевський    | 1841—1913  | священник                                   | професор філософії в Добромилі (1884—1886), Львові (1886—1889) і Лаврові (1889—1891), професор богослов'я в Кристинополі (1892—1894) і Лаврові (1896—1897)                    |
| 11 | Фелікс Верцінський   | 1858—1940  | священник                                   | настоятель у Кристинополі (1899—1901) |
| 12 | Августин Вільгельм   | 1866—1952  | священник                                   | професор метафізики і етики в Добромилі (1899—1902) |
| 13 | Кароль Врублевський  | 1864—?     | брат-студент                                | викладач риторики в Добромилі 1888—1890 |
| 14 | Юзеф Ґадовський      | 1858—1918  | священник                                   | настоятель у Лаврові (1892—1893) |
| 15 | Станіслав Дидек      | 1864—1925  | брат                                        | керував будівництвом і ремонтними роботами в Добромилі (1888—1889) і Лаврові (1889—1890)                                                                                      |
| 16 | Антоній Дуткевич     | 1857—1913  | брат                                        | кухар у Добромилі (1884—1885) |
| 17 | Ян Закжевський       | 1864—1936  | священник                                   | професор догматичного богослов'я в Кристинополі (1898—1899) |
| 18 | Міхал Кальман        | 1863—1939  | священник                                   | настоятель у Лаврові (1898—1899) |
| 19 | Юзеф Кухарський      | 1848—1917  | брат                                        | кухар у Добромилі (1886—1894) |
| 20 | Юзеф Кшановський     | 1860—?     | священник (у 1902 залишив єзуїтський орден) | професор догматичного богослов'я в Кристинополі (1900—1901) |
| 21 | Лука Лащик           | 1848—1928  | священник                                   | настоятель у Жовкві (1898—1902) |
| 22 | Вацлав Лев           | 1869—1907  | священник                                   | професор Святого Письма в Кристинополі (1898—1900) |
| 23 | Миколай Лісовський   | 1816—1906  | брат                                        | фіртіянин і кравець у Добромилі (1898—1899) |
| 24 | Станіслав Ліц        | 1862—1935  | священник                                   | настоятель у Бучачі (1897—1898) і Кристинополі (1898—1900) |
| 25 | Павел Маковський     | 1844—1920  | священник                                   | соцій магістра новіціяту в Добромилі (1882—1884), настоятель у Львові (1889—1890)                                                                                             |
| 26 | Стефан Малевич       | 1840—1893  | брат                                        | господар у Добромилі (1882—1885) і Лаврові (1885—1890) |
| 27 | Пйотр Мастай         | 1852—1918  | священник                                   | професор морального богослов'я в Кристинополі (1896—1898) |
| 28 | Юзеф Маховський      | 1873—1942  | брат-студент                                | вчитель на гуманістиці і викладач латини на новіціяті в Добромилі (1900—1901)                                                                                                 |
| 29 | Міхал Мицєльський    | 1826—1906  | священник                                   | візитатор (1887—1893) і протоігумен (1897—1901) |
| 30 | Антоній Міль         | 1838—1912  | священник                                   | настоятель у Кристинополі (1888—1889) |
| 31 | Антоній Містак       | 1840—1915  | брат                                        | господар у Лаврові (1890—1894) |
| 32 | Леопольд Палковський | 1876—?     | брат (у 1901 залишив єзуїтський орден)      | кухар у Жовкві (1900—1901) |
| 33 | Францішек Радецький  | 1850—1914  | священник                                   | настоятель у Кристинополі (1888—1894) і Лаврові (1894—1896) |
| 34 | Мацей Ратушинський   | 1843—1922  | брат                                        | господар у Добромилі (1894—1896) |
| 35 | Казімеж Рідль        | 1841—1898  | священник                                   | професор риторики в Добромилі (1882—1884) |
| 36 | Томаш Свіондер       | 1846—1933  | брат                                        | фіртіянин у Добромилі (1883—1894) |
| 37 | Теодор Созанський    | 1826—1901  | священник                                   | професор етики в Лаврові (1893—1894) |
| 38 | Францішек Стец       | 1854—1925  | священник                                   | професор фізики і математики у Львові (1887—1889) і Лаврові (1889—1890) |
| 39 | Шимон Тиховський     | 1841—1915  | священник                                   | настоятель у Лаврові (1893—1894) |
| 40 | Станіслав Томкевич   | 1862—1923  | брат                                        | фіртіянин і кравець у Кристинополі (1900—1901) |
| 41 | Юзеф Урбанек         | 1851—1932  | священник                                   | економ і професор німецької мови в Добромилі (1893—1894) |
| 42 | Фелікс Цозель        | 1847—1928  | священник                                   | професор морального богослов'я в Добромилі (1885—1886), етики у Львові (1886—1887), морального і догматичного богослов'я в Лаврові (1887—1888) і Кристинополі (1888—1890)     |
| 43 | Юзеф Чухновський     | 1843—1885  | брат                                        | кухар у Добромилі (1883) |
| 44 | Мацей Шафлярський    | 1847—1903  | священник                                   | професор гуманістики в Добромилі (1890—1891), професор грецької мови в Лаврові (1891—1892)                                                                                    |
| 45 | Каспер Щепковський   | 1823—1899  | священник                                   | магістр новіціяту і ректор у Добромилі (1882—1893), візитатор (1893—1897) |
| 46 | Міхал Якубінський    | 1855—1905  | священник                                   | викладач на гуманістиці в Добромилі (1889—1890) |
| 47 | Францішек Янік       | 1842—1922  | священник                                   | настоятель у Лаврові (1887—1889) |